# Zendmast Emmaberg

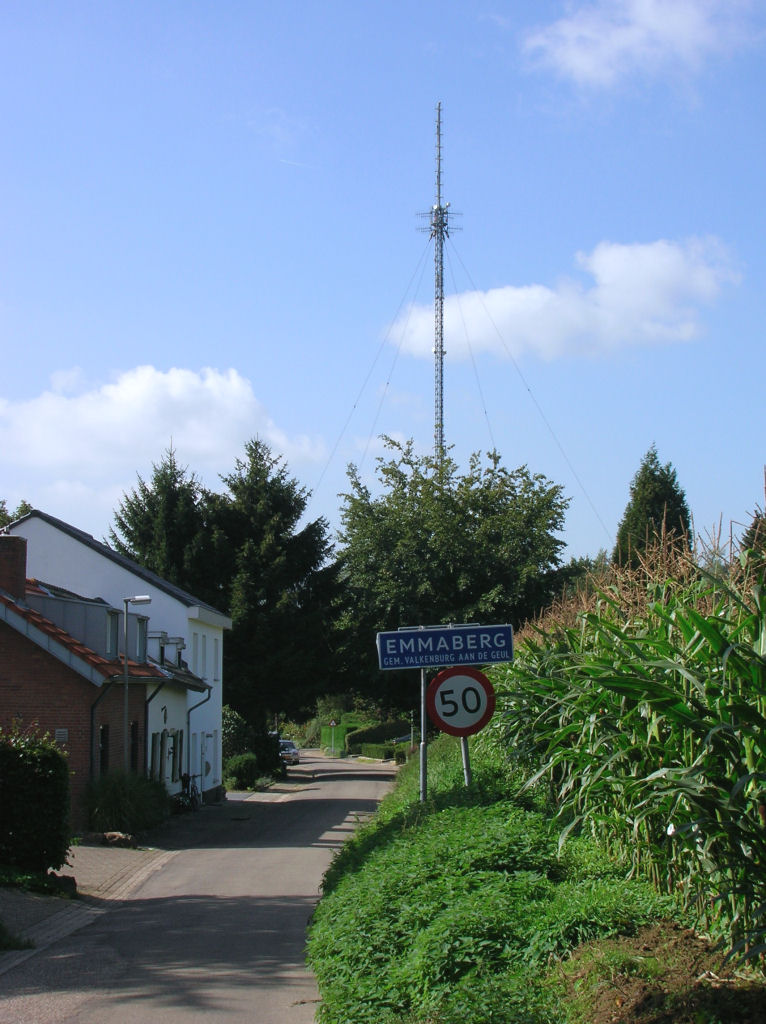
Zendmast Emmaberg

De Zendmast Emmaberg of Zender Hulsberg is een zendmast in het gehucht Emmaberg in het noordoosten van de Nederlandse gemeente Valkenburg aan de Geul in Zuid-Limburg. De zendmast staat tussen Valkenburg en Hulsberg op de Emmaberg.
De zendmast heeft een hoogte van 150 meter en staat op 129 meter boven de zeespiegel.

## Geschiedenis
In 1954 werd de zendmast gebouwd en was daarmee de eerste FM-zender van Nederland. Ook werd de zendmast gebruikt als steunzender op de middengolf.
Op 1 september 2015 werd de middengolfzender buiten gebruik gesteld.

## Uitzendingen
Vanaf de zendmast worden verschillende uitzendingen verzorgd:
- FM en DAB+ radio en DVB-T-radio-en televisie uitzendingen van de Nederlandse Publieke Omroep
- uitzendingen van regionale omroep L1
- uitzendingen van 100% NL en Qmusic Limburg